# Marian Sarr
Marian Sarr (Essen, Németország, 1995. január 30. –) német korosztályos válogatott labdarúgó, a VfR Aalen védője. Öccse, Wilfried Sarr szintén labdarúgó.

## Pályafutása
1999-ben az Eintracht Leithe csapatában kezdet megismerkedni a labdarúgás alapjaival. 2003 és 2005 között a Schwarz-Weiß Essen csapatában szerepelt. Ezután került a Schalke 04 akadémiájára, ahol a 3 évig szerepelt. 2008-ban a Bayer Leverkusen akadémiájára került itt mutatkozott be a második csapatban a 2012-13-as szezonban. Itt 10 bajnoki mérkőzésen lépett pályára.
2013-ban aláírt a Borussia Dortmund csapatához, ahol előbb az U19 csapat tagja lett, majd bemutatkozott a második csapatban is. Jürgen Klopp irányítása alatt a felnőtt keret tagja lett. 2013. július 20-án debütált a Borussia Dortmund II csapatában a  VfB Stuttgart II csapata ellen. December 11-én a bajnokok ligájában az Olympique de Marseille ellen debütált a felnőtt csapatban. Három nappal később a Bundesligában is debütált a TSG 1899 Hoffenheim ellen.

## Válogatott
Végig járta a korosztályos válogatottakat. Tagja volt a 2012-es U17-es labdarúgó-Európa-bajnokságon részvevő válogatottnak, amely Szlovéniában ezüstérmes lett.

## Statisztika

### Klub
2014. november 15. szerint
| Klub                 | Szezon           | Bajnokság | Bajnokság | Kupa     | Kupa  | Egyéb    | Egyéb | UEFA     | UEFA  | Összesen | Összesen |
| Klub                 | Szezon           | Mérkőzés  | Gólok     | Mérkőzés | Gólok | Mérkőzés | Gólok | Mérkőzés | Gólok | Mérkőzés | Gólok    |
| -------------------- | ---------------- | --------- | --------- | -------- | ----- | -------- | ----- | -------- | ----- | -------- | -------- |
| Bayer Leverkusen II  | 2012–13          | 10        | 0         | 0        | 0     | 0        | 0     | -        | -     | 10       | 0        |
| Bayer Leverkusen II  | Összesen         | 10        | 0         | 0        | 0     | 0        | 0     | 0        | 0     | 10       | 0        |
| Borussia Dortmund II | 2013–14          | 24        | 1         | 0        | 0     | 0        | 0     | -        | -     | 24       | 1        |
| Borussia Dortmund II | 2014–15          | 5         | 0         | 0        | 0     | 0        | 0     | -        | -     | 5        | 0        |
| Borussia Dortmund II | Összesen         | 29        | 1         | 0        | 0     | 0        | 0     | 0        | 0     | 29       | 1        |
| Borussia Dortmund    | 2013–14          | 2         | 0         | 0        | 0     | 0        | 0     | 1        | 0     | 3        | 0        |
| Borussia Dortmund    | 2014–15          | 0         | 0         | 0        | 0     | 0        | 0     | 0        | 0     | 0        | 0        |
| Borussia Dortmund    | Összesen         | 2         | 0         | 0        | 0     | 0        | 0     | 0        | 0     | 3        | 0        |
| Karrier összesen     | Karrier összesen | 41        | 1         | 1        | 0     | 0        | 0     | 1        | 0     | 42       | 1        |